# Eucelatoria dissepta
Eucelatoria dissepta är en tvåvingeart som först beskrevs av Wulp 1890.  Eucelatoria dissepta ingår i släktet Eucelatoria och familjen parasitflugor. Inga underarter finns listade i Catalogue of Life.